# Jaakko Lyytinen
Jaakko Lyytinen (* 1925) ist ein ehemaliger finnischer Botschafter.

## Leben
Jaakko Lyytinen ist der Sohn von Rakel Maria Lyytinen und Arvo Erkki Lyytinen.
Der Sohn von Jaakko Lyytinen, schreibt seit Anfang Juni  2011 für den Kulturteil des Helsingin Sanomat.
Von 1963 bis 1966 war er finnischer Botschafter in Lagos, Nigeria.
Von 1969 bis 1971 war er finnischer Geschäftsträger in Pretoria.
Er zeigte in seinen Berichten Konflikte in Südafrika auf.
1971 verfasste er eine vertrauliche Denkschrift und gab den Rat die finnische Auslandsvertretung in Pretoria auf das Niveau eines Konsulates abzusenken.
Er zeigte auf das 21 Regierungen Botschaften in Pretoria unterhielten.
Er kategorisierte diese als: 11 westliche Industriestaaten: Vereinigte Staaten, Vereinigtes Königreich, BRD, Frankreich, Italien, Niederlande, Belgien, Schweiz, Österreich, Kanada und Australien.
5 Militärregime: Portugal, Spanien, Griechenland, Argentinien, Brasilien;
zwei Nachbarstaaten Rhodesien und Malawi.
Israel und zwei nordische Staaten Finland und Schweden.
Im Fall von Schweden zeigte er auf, dass schwedische Unternehmen in Südafrika Aufträge ausführten.
Lyytinen war kein Grund für das Aufrechterhalten der diplomatischen Beziehungen auf dem Niveau von Botschaften bekannt.
Er wurde abberufen und 1973 aus dem diplomatischen Dienst entlassen.